# Kirche von Rørvik

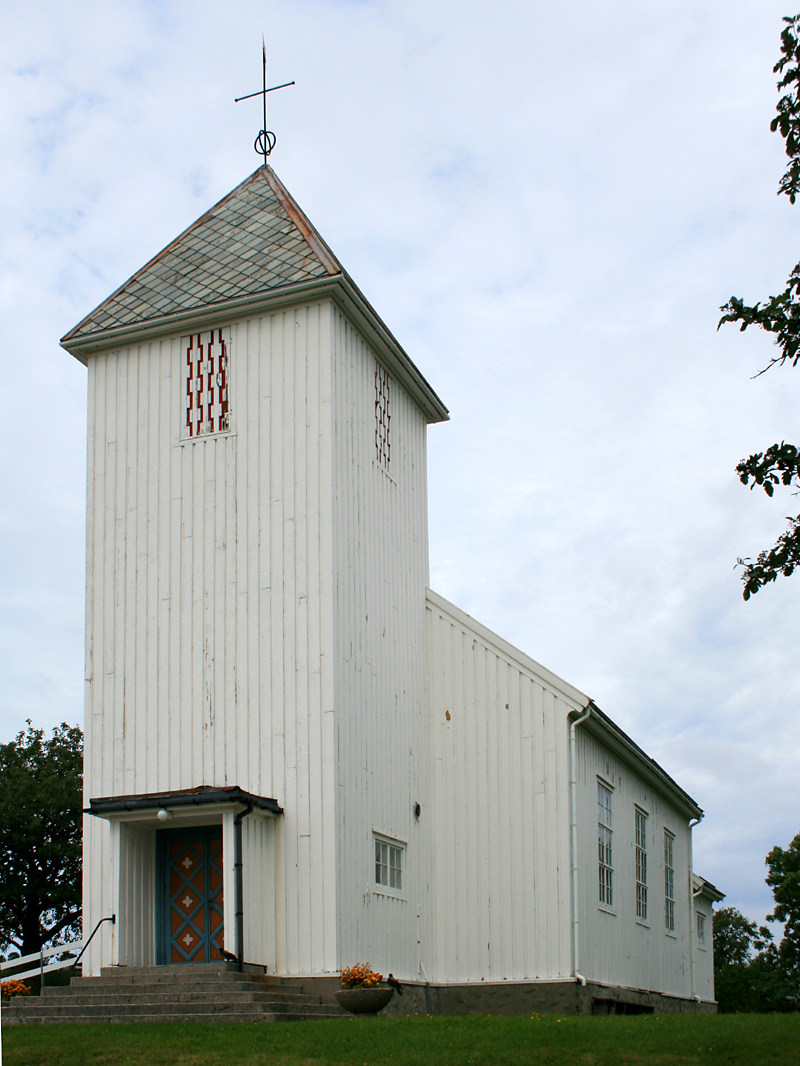
Kirche von Rørvik (Juli 2007)

Die evangelisch-lutherische Kirche von Rørvik war eine Langkirche aus dem Jahr 1896 in der Gemeinde Nærøysund im Fylke Trøndelag in Norwegen.
Die Kirche war vollständig aus Holz gebaut und hatte Platz für 200 Besucher. Die Architekten der am 27. Oktober 1896 von Johannes Skaar geweihten Kirche waren Ole Scheistrøen und Arne Selvik.
Die Kirche wurde auf Betreiben der Einwohner Rørviks gebaut, nachdem die nächste Kirche in Garstad über 20 Kilometer entfernt lag.
Am 1. Mai 1940 fiel eine Bombe auf einen Hügel zwischen der Kirche und der Johan Bergs gate. Die Kirche wurde dabei stark beschädigt. Die nachfolgende Restaurierung fiel jedoch infolge Geldmangels einfacher aus als das Original.
Die Rørviker Kirche wurde in einem Brand am 18. Februar 2012 vollständig zerstört. Der lokalen Polizei zufolge haben zwei Kinder unter 13 Jahren eingeräumt, Feuer an der Kirche gelegt zu haben, was zum Brand der Kirche führte.